# Mięsień skośny dolny głowy

Mięsień skośny dolny głowy

Mięsień skośny dolny głowy (łac. musculus obliquus capitis inferior) – w anatomii człowieka mięsień należący do grupy mięśni podpotylicznych, zaliczanych do głębokich mięśni grzbietu. Położony jest w obrębie karku. Przyczep początkowy ma na wyrostku kolczystym kręgu obrotowego, biegnie skośnie w górę i w bok, kończąc się na wyrostku poprzecznym kręgu szczytowego. Jego brzeg przyśrodkowy, razem z brzegiem przyśrodkowym mięśnia skośnego górnego głowy i brzegiem bocznym mięśnia prostego tylnego większego głowy, wytwarza trójkąt podpotyliczny (trigonum suboccipitale) – trójkątną szczelinę między mięśniami odsłaniającą boczną część łuku tylnego kręgu szczytowego, tętnicę kręgową i nerw podpotyliczny. Unerwiony jest przez nerw podpotyliczny, pochodzący z gałęzi tylnej nerwu szyjnego C1, dodatkowo może być częściowo unerwiony przez nerw szyjny C2.